# Наваро (окръг, Тексас)
Окръг Наваро (на английски: Navarro County) е окръг в щата Тексас, Съединени американски щати. Площта му е 2813 km², а населението - 45 124 души (2000). Административен център е град Корсикана.